# Stöllet
Stöllet is een dorp binnen de gemeente Torsby in de Zweedse regio Värmland. Het dorp heeft 255 inwoners (2005) en een oppervlakte van 80 hectare. Stöllet is een van de weinige plaatsen waar men de rivier Klarälven kan oversteken. Het ligt in een bosrijke omgeving.

## Verkeer en vervoer
Het dorp ligt aan de Europese weg 16/Europese weg 45, die hier de Riksväg 62 kruist. De E45 loopt van noordoost naar zuidwest; de 62 noordwest naar zuidoost langs de rivier.

## Voetnoten
1. ↑  (sv)  Tätort (17-02-2006). Zweeds Bureau voor Statistiek. Tätorter 2005. Bezocht op 13 april 2009.